# Koninkrijk Pajang
Het koninkrijk Pajang was een van de vele koninkrijken die op Java opkwamen en weer ondergingen. Het rijk werd in 1568 ingesteld toen Hadiwijaya de troon besteeg en het gebied losmaakte van het sultanaat Demak. Tussen 1548 en 1568 was er een interregnum omdat meerdere troonpretendenten elkaar bestreden. Al 1586 viel de macht in handen van het opkomende keizerrijk Mataram. De vorst van Mataram had aanspraken op Pajang en de troon van de laatste heerser van Demak, sultan Trenggana.

## De opkomst van Pajang
Hadiwijaya of Jaka Tingkir, heer van Boyolali wist in 1568 een burgeroorlog in zijn voordeel te beëindigen. Hij was van hoge Javaanse adel, een afstammeling van Brawijaya V, de laatste keizer van het hindoeïstische Majapahit en van sultan Trenggana van Demak. In de laatste veldslag van deze oorlog werd de laatste pretendent van Demak, Arya Penangsang verslagen en gedood met de hulp van de vazallen Ki Ageng Pamanahan en zijn zoon Sutawijaya. De beide vazallen werden beloond met apanages in Kota Gede. Daarmee werd de kiem voor de ondergang van Pajang gelegd. Uit het domein van Sutawijaya kwam het keizerrijk Mataram voort.
Volgens de Andayaningrat, een Javaanse kroniek, viel Pajang tijdens de oorlog tussen Majapahit en Demakin de handen van Soenan Ngudung en zijn zoon, Raden Kebo Kenanga, de latere Ki Ageng Pengging. Pajang was sindsdien onderhorig aan het sultanaat Demak. Ki Ageng Pengging werd ter dood veroordeeld op beschuldiging van rebellie tegen Demak.  Zijn zoon die in het bezit bleef van Jaka Tingkir streefde ernaar om Demak te dienen en zo zijn domeinen terug te winnen. 
Jaka Tingkir was een briljant bevelhebber van het leger en hij werd door sultan Trenggana benoemd tot regent van Pajang met de titel hadiwijaya.  
Hij heerste over Pengging (nu ruwweg Boyolali en Klaten), Tingkir (het gebied rond Salatiga) en de omliggende gebieden. 
Na de dood van sultan Trenggana in 1546, besteeg soenan Prawoto de troon, maar deze vorst werd al in 1549 vermoord door zijn neef Arya Penangsang. Arya Penangsang heeft ook geprobeerd om Hadiwijaya te doden, maar dat mislukte. 
Met de steun van koningin Kalinyamat versloegen Hadiwijaya en zijn volgelingen Arya Penangsang. Hadiwijaya werd erfgenaam van de troon van het sultanaat Demak maar verhuisde de kraton naar Pajang. Die verhuizing is het begin van de korte geschiedenis van Pajang.

## De ondergang van Pajang
Volgens de legende was sultan Hadiwijaya erg op Sutawijaya gesteld. Hij adopteerde Sutawijaya en maakte hem de speelkameraad van zijn eigen kind prins Banawa. Banawa was niet krachtig genoeg om zijn vader na diens dood op te volgen. Banawa moest toen hij met een rebellie van Ario Pangiri werd geconfronteerd naar Kota Gede vluchten.
Sutawijaya versloeg Ario Pangiri en veroverde in 1586 de kraton van Pajang. Banawa trad af en maakte Sutawijaya zijn opvolger.